# Jelena Alexandrowna Achmedowa
Jelena Alexandrowna Achmedowa, geboren Starosselez, (russisch Елена Александровна Ахмедова,  урожд. Староселец; * 2. August 1951 in Bataisk, Oblast Rostow) ist eine sowjetische bzw. russische Architektin und Hochschullehrerin.

## Leben
Nach dem Mittelschulabschluss 1968 in Kuibyschew studierte Achmedowa, Tochter eines Eisenbahningenieurs, am Kuibyschewer Bauingenieur-Institut mit Abschluss 1973 als Architektin. Sie wurde 1974 Assistentin des Lehrstuhls für Städtebau der Architektur-Fakultät des Instituts und lehrte dann dort.
Zum Abschluss der Aspirantur am Leningrader Bauingenieur-Institut verteidigte Achmedowa 1978 ihre Kandidat-Dissertation über die architektonische Gestaltung natürlicher Erholungsgebiete in Siedlungsgruppen der mittleren Wolga-Region am Beispiel der Oblast Kuibyschew mit Erfolg für die Promotion zur Kandidatin der Architektur-Wissenschaften.
Darauf kehrte Achmedowa ins Kuibyschewer Institut zurück und wurde 1986 zur Dozentin ernannt. Ab 1988 leitet sie den Lehrstuhl für Städtebau des Instituts, das 1990 das Samaraer Architektur-Bauwesen-Institut  wurde und seit 2016 die Samaraer Staatliche Technische Universität (SamGTU) ist. Sie verteidigte 1995 im St. Petersburger Forschungsinstitut für Städtebau erfolgreich ihre Doktor-Dissertation über Methoden der städtebaulichen Regulierung des Wohnungswesens mit städtebaulichem Monitoring, Flächenbewertung und Entwicklungsprognosen für die Promotion zur Doktorin der Architektur-Wissenschaften. Die offiziellen Opponenten waren W. W. Wladimirow (Vollmitglied der Russischen Akademie für Architektur und Bauwissenschaften (RAASN)), Tatjana Slawina (RAASN-Vollmitglied) und Juri Borissowitsch Chromow. Die Ernennung zur Professorin folgte 1996. Sie leitete eine Reihe wichtiger Forschungsprojekte zur Verbesserung des Wohnungswesens in Samara.
Von 2003 bis 2011 leitete Achmedowa das Institut für Architektur und Design.

## Ehrungen, Preise
- Preis der European Association for Architectural Education, Faculty of Architecture, Campus Sint-Lucas Brussels - KU Leuven (1998)[2]
- Ehrenarbeiterin der Hochschulberufsbildung der Russischen Föderation[1]
- Goldmedaille der RAASN (2010)[1]